# Kjetil Lie
Kjetil Aleksander Lie (* 18. November 1980 in Porsgrunn) ist ein norwegischer Schachspieler.
Als achter Norweger, der Großmeister wurde, ist er, für den Porsgrunn Sjakklubb in der südlichen Telemark spielend, der erste norwegische Großmeister, der nicht aus dem Großraum Oslo kommt.

## Leben

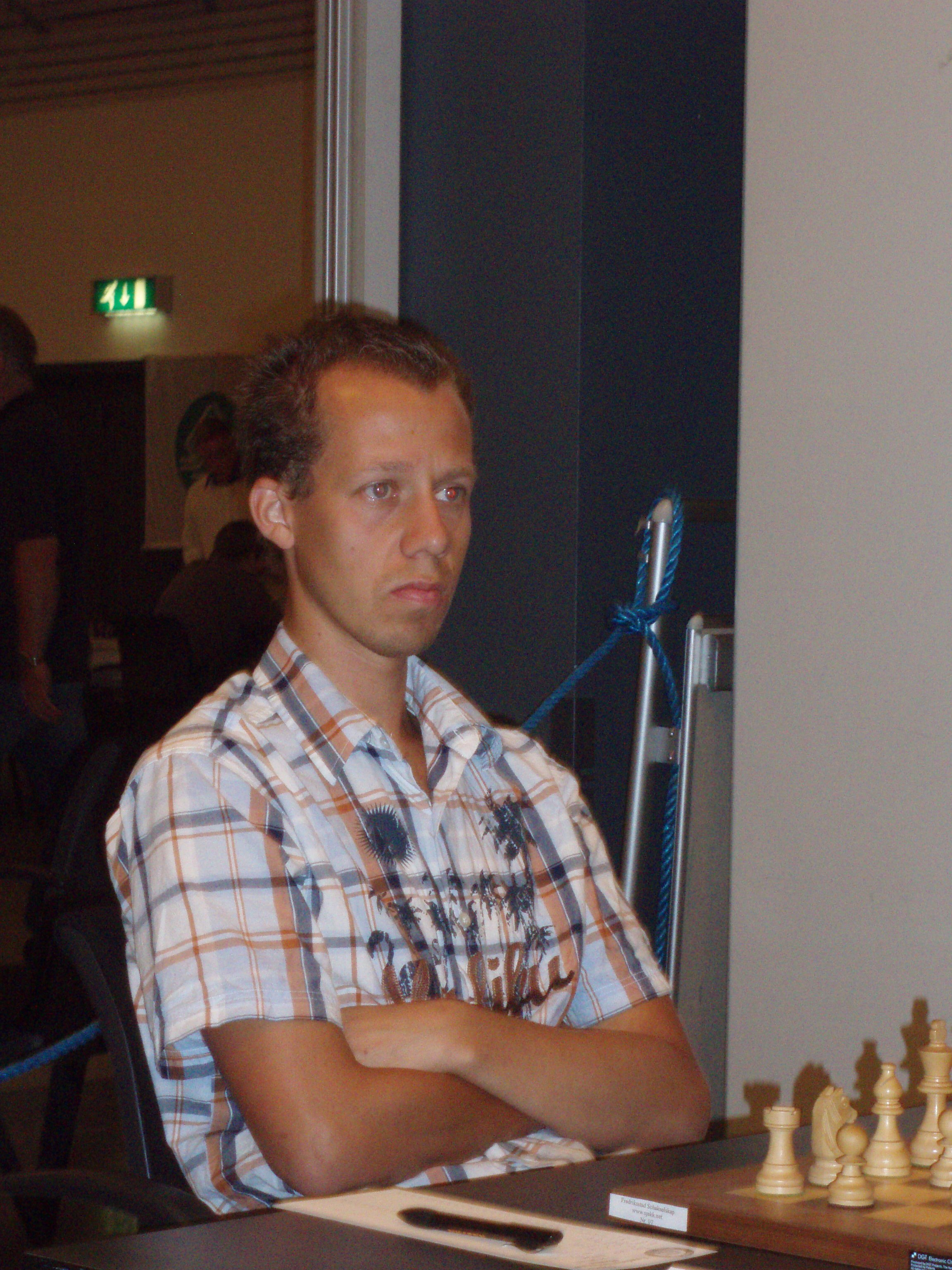
Kjetil Lie bei der norwegischen Meisterschaft in Hamar, Juli 2007

Lie begann das Schachspielen mit acht Jahren. 1994 wurde er norwegischer U15-Meister. 2000 und 2006 gewann er die Offene Norwegische Meisterschaft. Im Oktober 2006 gewann er das Masters in Gausdal vor Tiger Hillarp Persson. Für die norwegische Nationalmannschaft nahm er von 2000 bis 2008 sowie 2014 an sechs Schacholympiaden teil (+26 =19 −17), außerdem an den Mannschaftseuropameisterschaften 2005, 2007 und 2011 (+7 =7 −13). Die norwegische Einzelmeisterschaft konnte er 2009 in Bergen gewinnen.
In der norwegischen Eliteserien spielte er von 2006 bis 2012 für Porsgrunn Team Buer und von der Saison 2013/14 bis zur Saison 2015/16 für den Asker Schakklubb. Von 2016 bis 2019 spielte er für den Vålerenga Sjakklubb, mit dem er 2017, 2018 und 2019 norwegischer Mannschaftsmeister wurde und am European Club Cup 2018 teilnahm, in der Saison 2019/20 für SOSS.
2002 wurde er Internationaler Meister. Großmeister-Normen erreichte er in der norwegischen Mannschaftsmeisterschaft 2003/2004 sowie beim Politiken Cup in Kopenhagen 2004 und im Januar 2005 beim Smartfish Chess Masters in Drammen (als kurzfristig wegen Erkrankung für Simen Agdestein eingesprungener Ersatzspieler und einziger Nicht-GM); die erforderliche Elo-Zahl von 2500 hatte er jedoch noch nicht erreicht. Ende Februar 2005 spielte er ein lokales Turnier in Porsgrunn. Da er in den ersten beiden Runden gewann und damit nach vorläufiger Elo-Auswertung eine Elo-Zahl von 2500,5 erreicht hatte, sicherte ihm dies den Großmeister-Titel, auch wenn er am Ende des Turnieres drei Elo-Punkte verloren hatte.
Beim Weltmeisterschaftskandidatenturnier 2007 in Elista sekundierte er Magnus Carlsen.
Lie gilt als opferfreudiger Schachspieler.
Auch sein jüngerer Bruder Espen (* 1984) ist ein starker Schachspieler, ein Internationaler Meister mit einer höchsten Elo-Zahl von 2492 im April 2018.